# Get Over It (filme)
Get Over It (bra: Volta por Cima; prt: Esquece...e Siga) é um filme americano de 2001, dirigido por Tommy O'Haver. É uma história de adolescentes e seus romances da época do colegial, girando em torno de uma peça musical de teatro. Seus protagonistas são Kirsten Dunst e Ben Foster, e a trilha sonora é de Steve Bartek, com destaque para a música "Dream of me", interpretada por Dunst durante a peça de teatro.

## Sinopse
O filme conta a história de Berke Landers, que achava viver a vida perfeita ao lado da namorada Allison, quando é surpreendido em uma conversa em que ela decide terminar o namoro. Enquanto os amigos tentam animar Berke em uma festa ele descobre que sua ex-namorada está ficando com um novo aluno do colégio. A partir de então Berke fará de tudo para reconquistar Allison, mas nesse meio tempo acabará se apaixonando por quem o ajudou durante todo o tempo, Kelly a irmã do seu melhor amigo.

## Elenco
- Kirsten Dunst - Kelly Woods
- Ben Foster - Berke Landers
- Melissa Sagemiller - Allison
- Shane West - Striker
- Martin Short - Dr. Desmond Forrest Oates
- Sisqó - Dennis
- Colin Hanks - Felix Woods
- Zoe Saldana - Maggie
- Mila Kunis - Basin
- Swoosie Kurtz - Beverly Landers
- Ed Begley Jr. - Frank Landers
- Carmen Electra - Moira
- Colleen Fitzpatrick - Colleen Fitzpatrick
- Christopher Jacot - Peter Wong